# 共产国际第七次代表大会

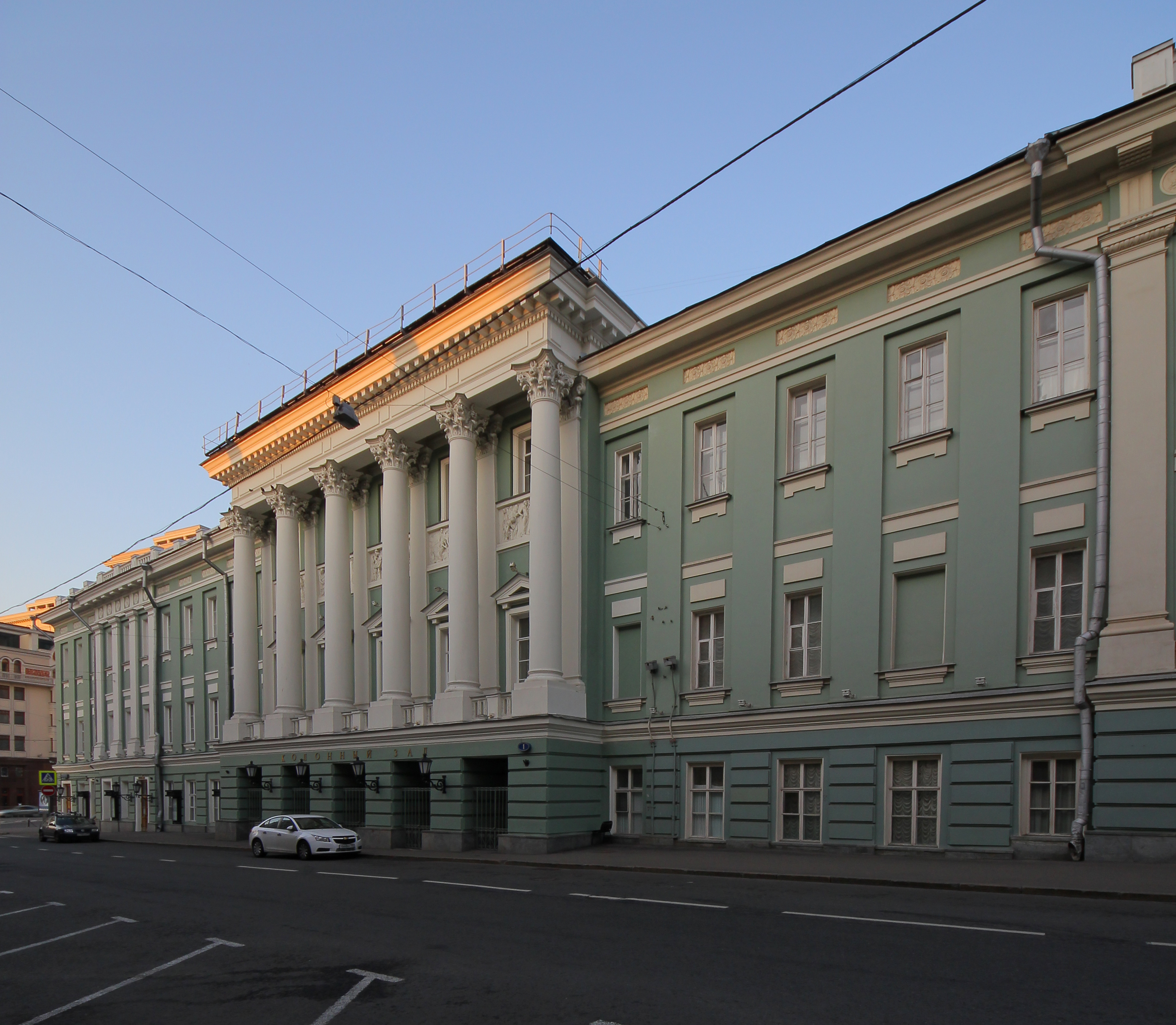
共产国际七大会址莫斯科工会大厦的现今外观

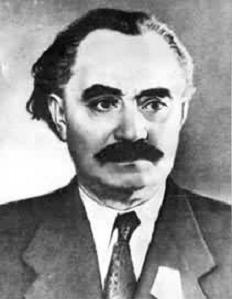
大会主席季米特洛夫

共产国际第七次代表大会，是1935年7月25日至8月20日在莫斯科召开的一次会议，也是共产国际解散前的最后一次代表大会。大会决定联合各国一切可能的力量建立最广泛的反法西斯人民阵线。

## 历史
1933年纳粹在德国上台后，斯大林就在国内宣称“法西斯就意味着战争”，苏联外交路线急于在欧洲达成遏制法西斯战争策源地的“集体安全”组织或条约。
而各国共产党及其外围组织长期形成的“左”倾路线，把争取“和平”视为敌人的阴谋策略。然而，1934年的奥地利内战（奥地利社会民主党与奥地利共产党反对国内的极右翼势力）以及法国的社会主义者与共产党合作反对本土的法西斯运动，证明了斯大林、季米特洛夫主张的最广泛反法西斯统一战线的可行性。1934年4月，被控策划了国会纵火案的季米特洛夫从柏林获释飞抵莫斯科，担任共产国际领导人，标志着新的反法西斯政策在组织上的落实。
1934年底开始筹备共产国际七大。共产国际执委会组建了一个专门委员会，草拟七大的议程。由于内部的新旧政策路线之争，原定于1935年3月8日开幕的七大推迟到1935年7月底。苏联反法西斯外交的急迫需要——同时面对迅猛碰撞的纳粹德国军事压力的苏联与法国于1935年5月2日签署《苏法互助条约》；两个星期后，5月16日，苏联和捷克斯洛伐克在布拉格签订了《苏捷互助条约》，其内容与苏法条约基本相同——这促进了共产国际执委会内部的思想转向。
513名代表，其中371人有投票权的代表来自65个共产党与19个同情政党，其他为来在其他政治组织与劳工组织的特邀嘉宾代表。季米特洛夫做主报告。帕尔米罗·陶里亚蒂、威廉·皮克、德米特里·扎哈罗维奇·曼努伊尔斯基做副报告。斯大林依照传统未出席此次大会。大会无异议地通过了建立最广泛的反法西斯人民阵线的决议。这与1928年共产国际六大“第三时期理论”指导下的阶级战争的“左”倾政治路线是个戏剧性政策转变。

### 中共代表在共产国际七大
中共驻共产国际代表团负责人王明和康生于1934年4月25日致电中共中央，催促速派代表出席共产国际七大。1934年6月,中共中央根据共产国际执委会要求，指派高自立（周和生，中华苏维埃共和国第二届中央执行委员，中革军委后方办事处政委、中华苏维埃共和国临时中央政府工农检查部代部长、土地部部长）、滕代远（李光，红三军团政委）、孔原（陈铁铮，中共中央驻北方代表）、杨松（吴绍镒）等为代表，前往莫斯科，出席共产国际第七次代表大会。周和生到莫斯科后，担任中共驻共产国际代表团代表，参与了共产国际七大筹备工作。
王明、康生、林育英（张浩）、吴玉章（王荣）、李立三、吴克坚等也在莫斯科的驻共产国际代表团。据《张浩纪念集·张浩年谱》说，张浩在1935年7月25日至8月25日的共产国际七大还没有开完即被派回国，经过三个月的长途跋涉，经外蒙古，再穿内蒙古毛乌素沙地西沿的鄂托克旗，1935年11月7日张浩到达陕北定边，找到县委，了解到中央红军已在陕北，说明自己身份后，要求见中央。1935年11月18日，到瓦窑堡，见到了总书记张闻天，并把李立三编写的电台密电码交给了中共中央。
1935年7月中旬，中共驻共产国际代表团开会讨论出席共产国际七大的中共代表名单，决定王明、康生为正式代表，周和生以中国苏区代表名义出席共产国际代表会议。7月19日,中共驻共产国际代表团开会讨论在共产国际七大上的发言大纲，周和生代表中共中央向代表大会致贺词和讨论共产国际执委会工作报告的发言确定下来。
1935年7月25日晚，共产国际七大开幕。周和生代表中共中央、中国红军革命委员会和中国所有劳动者向代表大会致贺词。据会议记录资料称，他是第一个取得发言权的代表并代表中国共产党向大会致敬，他的讲话受到“暴风雨般掌声的欢迎”。周和生在会上当选为共产国际监察委员会委员。
1935年7月29日大会第八次会议讨论共产国际执委会工作报告，周和生作了长篇发言即《中国苏维埃运动的七年》的报告,介绍了中国苏维埃的七年发展历史和苏维埃政府各方面的政策。 该报告多次迎来代表们热烈的掌声。据大会记录，代表们“长时间热烈的掌声,全体起立向周和生同志致敬。”周和生的这个报告在8月1日大会总结共产国际执委会工作报告讨论情况时得到表扬。
大会选举产生47名共产国际执委，其中有中共的毛泽东、周恩来、王明、张国焘4人；33名候补执委，有中共的博古、康生2人。
大会之后，中国代表团着手宣传共产国际七大决议。其中周和生与王明负责《论土地问题》，周和生又与徐杰负责《中国苏维埃的救济政策问题》。1935年8月25至27日周和生参加中共代表团开会讨论在中国如何建立抗日民族统一战线的问题，之后中共驻共产国际代表团讨论和修改了《为抗日救国告全体同胞书》(《八一宣言》)。
陈云（史平）、陈潭秋（徐杰）、陈刚（刘作抚）、曾山（唐谷）、杨之华（杜宁）、魏拯民（冯康）、饶漱石（梁朴）、赵毅敏、何实山（何叔衡之女，陈刚夫人）、何实嗣（（何叔衡之女）等陆续于1935年9月下旬到达莫斯科。陈云参加中共驻共产国际代表团工作。

## 扩展阅读
- Julius Braunthal, History of the International: Volume 2, 1914-1943. [1963] New York: Frederick A. Praeger, 1967.
- E.H. Carr, Twilight of the Comintern, 1930-1935. New York: Pantheon Books, 1983.
- Jane Degras (ed.), The Communist International, 1919-1943: Documents: Volume 3, 1929-1943. London: Oxford University Press, 1965.
- Jonathan Haslam, The Soviet Union and the Struggle for Collective Security in Europe, 1933-39. New York: St. Martin's Press, 1984.
- VII Congress of the Communist International: Abridged Stenographic Report of Proceedings. Moscow: Foreign Languages Publishing House, 1939.